# Titularbistum Phytea
Phytea (ital.: Fitea) ist ein Titularbistum der römisch-katholischen Kirche.
Es geht zurück auf einen untergegangenen Bischofssitz in der gleichnamigen antiken Stadt, die in der Spätantike politisch der römischen Provinz Phrygia Pacatiana (heute westliche Türkei) zugehörig war. Der Bischofssitz war der Kirchenprovinz Synnada in Phrygia zugeordnet.
| Titularbischöfe von Phytea |                           |                                                         |               |                   |
| Nr.                        | Name                      | Amt                                                     | von           | bis               |
| 1                          | Josef Schoiswohl          | Apostolischer Administrator von Burgenland (Österreich) | 20. Juni 1951 | 18. Januar 1954   |
| 2                          | Clarence George Issenmann | Weihbischof in Cleveland (USA)                          | 24. März 1954 | 5. Dezember 1957  |
| 3                          | Heinrich Pachowiak        | Weihbischof in Hildesheim (Deutschland)                 | 27. Mai 1958  | 22. November 2000 |